# Vlaščić
Vlaščić (izvirno srbsko Влашчић) je naselje v Srbiji, ki upravno spada pod Mesto Valjevo; slednja pa je del Kolubarskega upravnega okraja.

## Demografija
V naselju živi 87 polnoletnih prebivalcev, pri čemer je njihova povprečna starost 51,3 let (49,9 pri moških in 52,6 pri ženskah). Naselje ima 36 gospodinjstev, pri čemer je povprečno število članov na gospodinjstvo 2,72.
To naselje je popolnoma srbsko (glede na rezultate popisa iz leta 2002).
|  |

| Demografija | Demografija     | Demografija     |
| Leto        | Št. prebivalcev | Št. prebivalcev |
| ----------- | --------------- | --------------- |
|             |                 |                 |
|             |                 |                 |
|             |                 |                 |
|             |                 |                 |
| 1948        | 236             |                 |
| 1953        | 234             |                 |
| 1961        | 210             |                 |
| 1971        | 206             |                 |
| 1981        | 164             |                 |
| 1991        | 98              | 98              |
| 2002        | 99              | 98              |
|             |                 |                 |

| Etnična sestava po popisu iz leta 2002 | Etnična sestava po popisu iz leta 2002 | Etnična sestava po popisu iz leta 2002 | Etnična sestava po popisu iz leta 2002 | Etnična sestava po popisu iz leta 2002 |
| -------------------------------------- | -------------------------------------- | -------------------------------------- | -------------------------------------- | -------------------------------------- |
| Srbi                                   | Srbi                                   |                                        | 98                                     | 100,0%                                 |
| Neznano                                | Neznano                                |                                        | 0                                      | 0,0%                                   |